# Мельников, Дмитрий Сергеевич
Дмитрий Сергеевич Мельников (Пустой шаблон {{ВД-Преамбула}} ) — советский и российский хоккеист, вратарь. Тренер.

## Биография
Воспитанник воронежского «Бурана». Выступал за команды «Буран» / «Воронеж» (1987/88 — 1990/91, 1999/2000, 2005/06), ЦСКА-2 (1991/92 — 1992/93), «Нефтяник» Альметьевск (1992/93, 1998/99), «Русский вариант» Липецк (1993/94), «Кристалл» Саратов (1994/95 — 1997/98, 1999/2000 — 2003/04), «Дизель» Пенза (2003/04 — 204/05), «Мотор» Барнаул (2004/05).
В четырёх сезонах МХЛ и Суперлиги провёл 96 матчей.
Тренер в школе «Кристалла». Тренер вратарей в «Кристалле» (2012/13), ХК «Сарматы» (2015/16), школе «Крыльев Советов» (2022—2023).